# Evropska pravna fakulteta
Evropska pravna fakulteta (kratica Evro-PF, angl. European law faculty) je zasebna fakulteta, ki je članica Nove Univerze in predstavlja eno od treh pravnih fakultet v Republiki Sloveniji. Sedež fakultete je na Delpinovi ulici 18B v Novi Gorici.
Število redno zaposlenih visokošolskih učiteljev in sodelavcev na NU, Evro-PF dne 31. 12. 2022 je bilo deset (10).

## Zgodovina
Evropska pravna fakulteta je bila ustanovljena leta 2005 s strani Inštituta za človekove pravice, svetovanje in izobraževanje v Kranju ter Inštituta za mednarodno pravo v Ljubljani.
Fakulteta je ena izmed treh ustanoviteljic Nove univerze (NU). Pred njeno ustanovitvijo leta 2017 je delovala kot samostojni visokošolski zavod.

## Vizija
Evropska pravna fakulteta si prizadeva po širšem priznanju in kakovosti. Stremi k zagotavljanju odličnosti pri ustvarjanju in posredovanju znanja na področju prava ter interdisciplinarnega področja prava in managementa infrastrukture in nepremičnin.

## Študij
Na Evropski pravni fakulteti je študij organiziran v skladu z načeli bolonjske reforme. Prvostopenjski študij prava traja tri leta, magistrski študij dve leti, doktorski študij pa tri leta.

## Organiziranost
Katedre
- Katedra za upravno pravo,
- Katedra za kazensko pravo,
- Katedra za ustavno pravo,
- Katedra za civilno in gospodarsko pravo,
- Katedra za management infrastrukture in nepremičnin,
- Katedra za mednarodno in evropsko pravo,
- Katedra za teorijo in zgodovino prava,
- Katedra za alternativno reševanje sporov.

Študijski centri
- Nova Gorica (Delpinova ulica 18B, 5000 Nova Gorica)
- Ljubljana (Mestni trg 23, 1000 Ljubljana)
- Kranj (Žanova ulica 3, 4000 Kranj)
- Maribor (Prešernova ulica 17, 2000 Maribor)